# Mercedes-Benz O405G
Mercedes-Benz O405G (Gelenkbus) — городской сочленённый заднеприводный автобус особо большой вместимости производства Mercedes-Benz, выпускавшийся в 1984—2001 годах.

## Конструкция

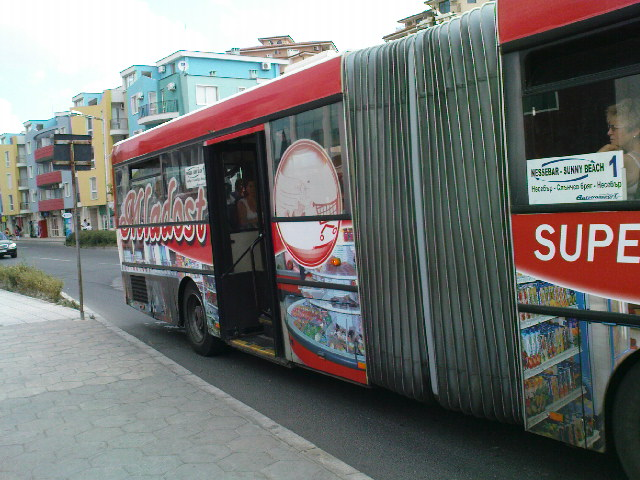
Вторая секция автобуса

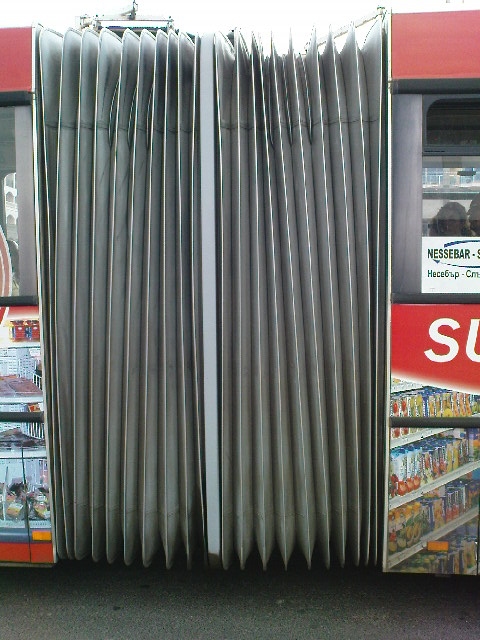
Узел сочленения

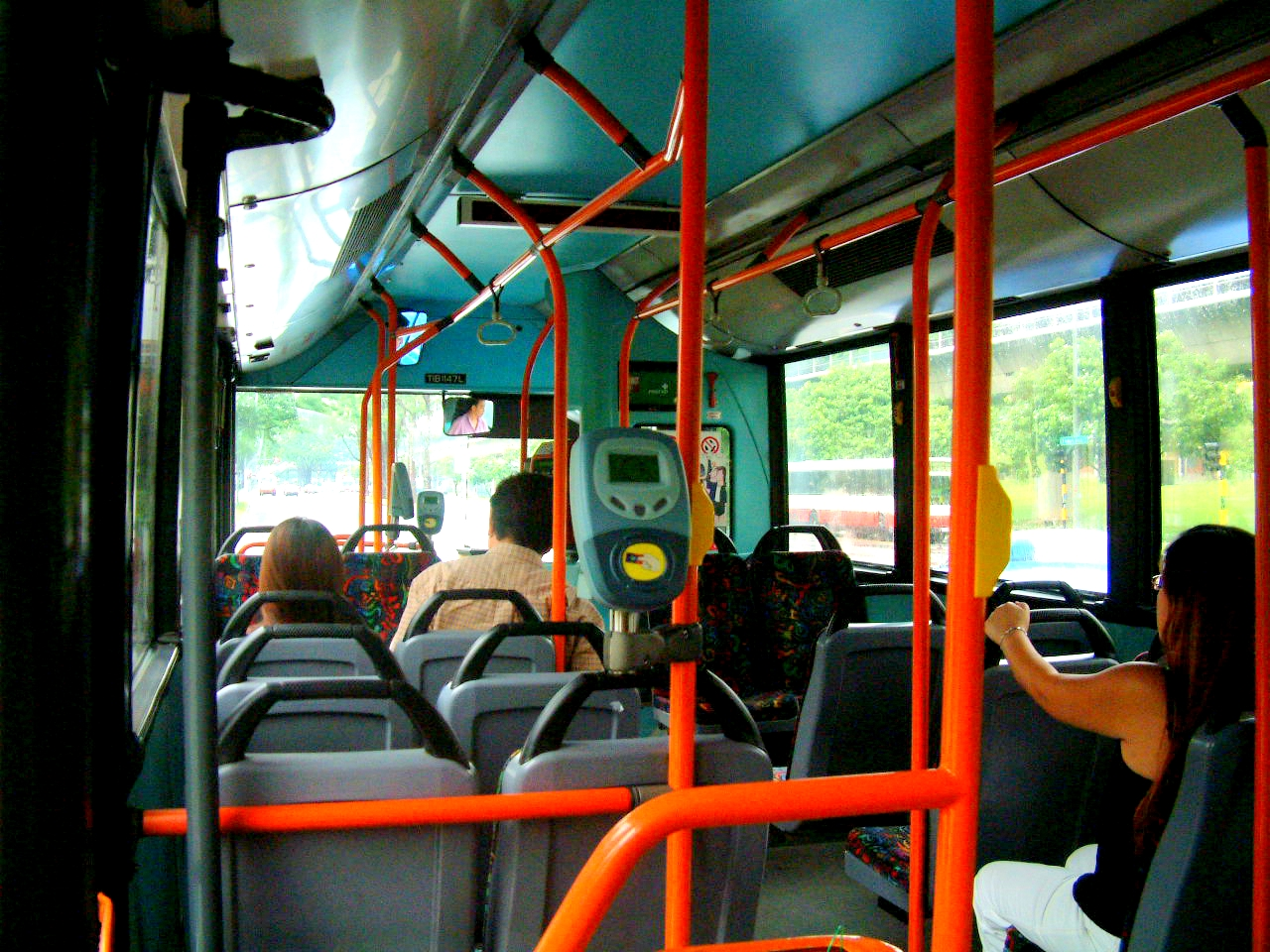
Салон автобуса Mercedes-Benz O405G

Двигатель расположен сзади. Помимо OM447.950, автобусы оснащали двигателем OM 427.

## История
Выпуск Mercedes-Benz O405G начался в 1984 году. Автобус представляет собой Mercedes-Benz O405, удлинённый на одну пассажирскую секцию.
Многие автобусы Mercedes-Benz O405G эксплуатировались в странах с левосторонним движением. В Австралии автобус производился фирмой Volgren, Сингапур. Кроме автобусов с двигателями внутреннего сгорания, выпускались небольшими партиями троллейбусы под обозначениями O405GHCE (113 экземпляров), O405GTZ (100 экземпляров) и O405GTD (47 экземпляров). Также существовали и дуобусы на шасси Mercedes-Benz O405G.
Производство завершилось в 2001 году.

## Галерея

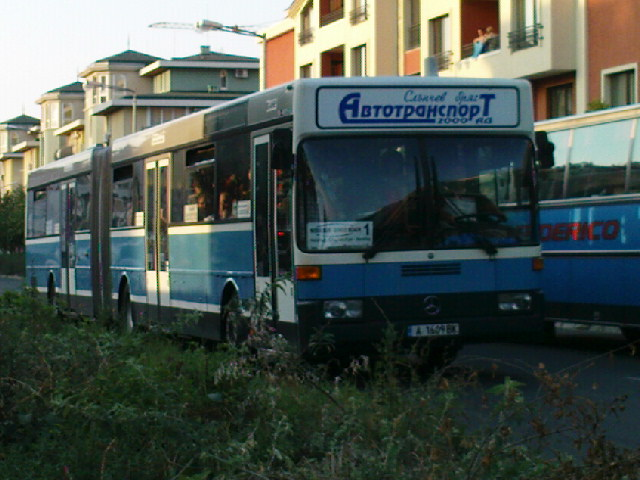
Основная модель (вид справа)
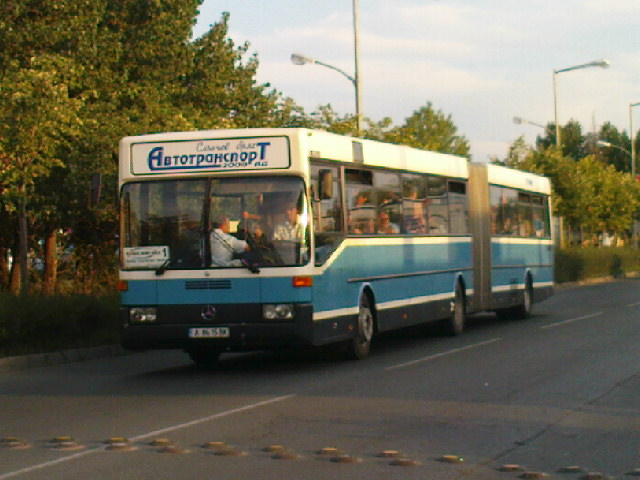
Основная модель (вид справа)
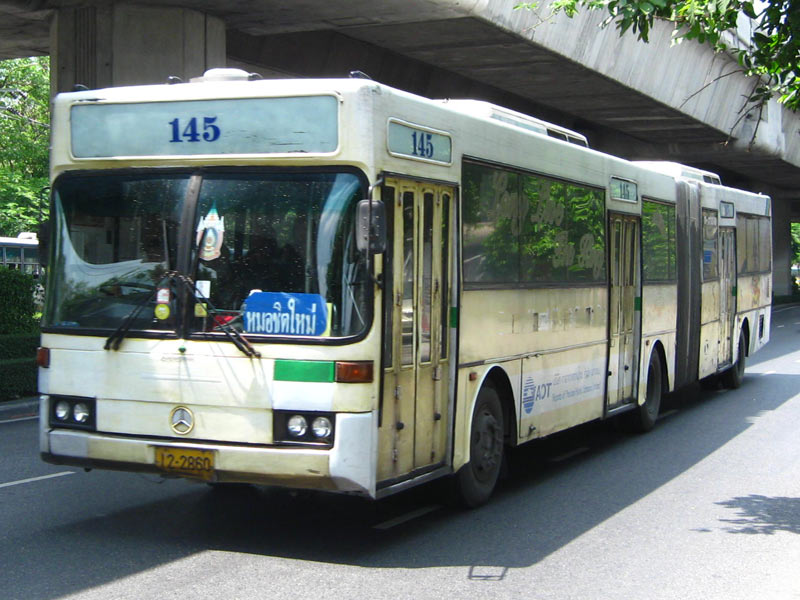
Экспортная версия для эксплуатации в странах с левосторонним движением
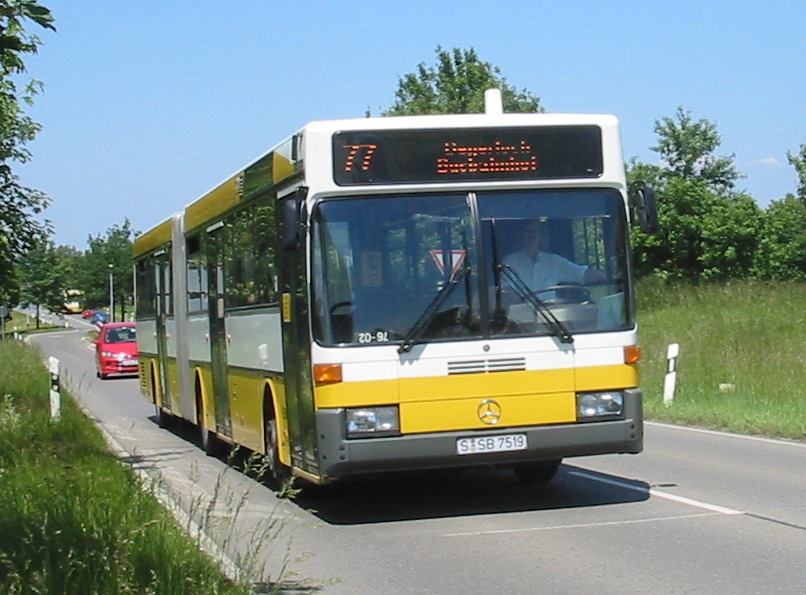
Модернизированный Mercedes-Benz O405G в Германии
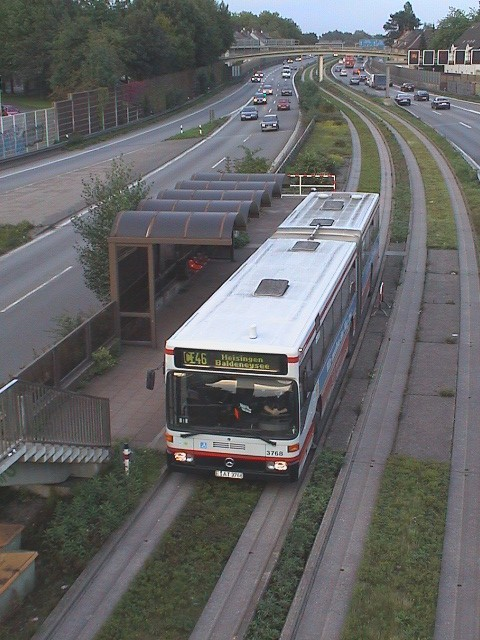
Mercedes-Benz O405GN на О-Бане.
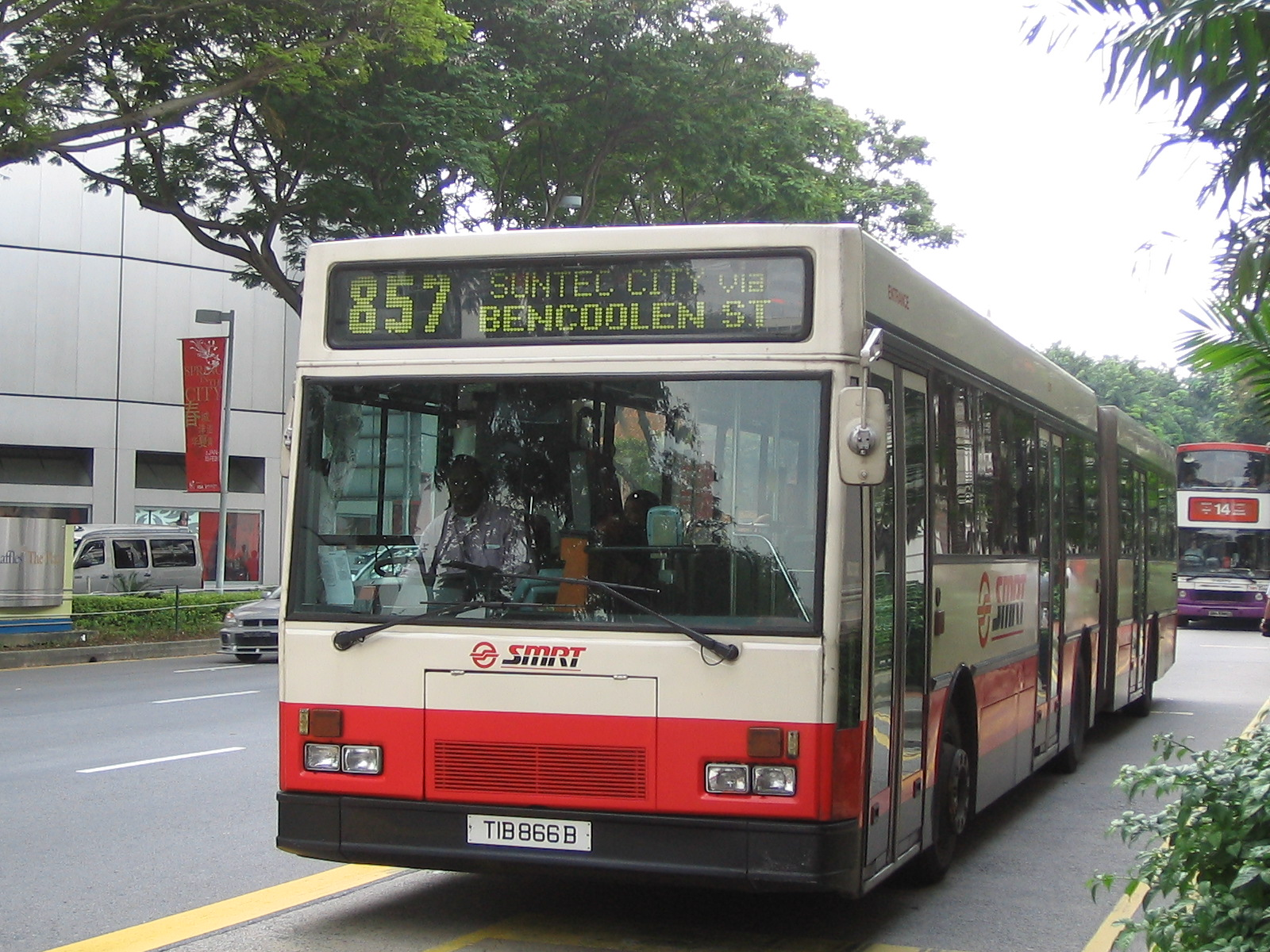
Экспортная низкопольная версия для эксплуатации в странах с левосторонним движением
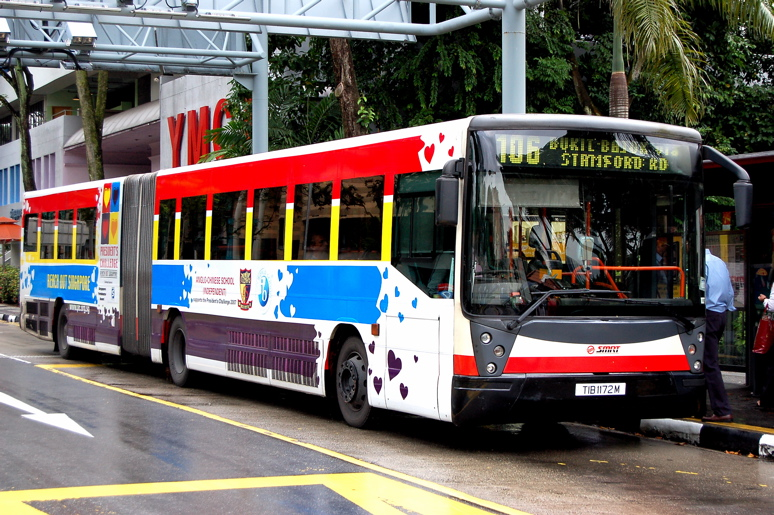
Модернизация Mercedes-Benz O405GN
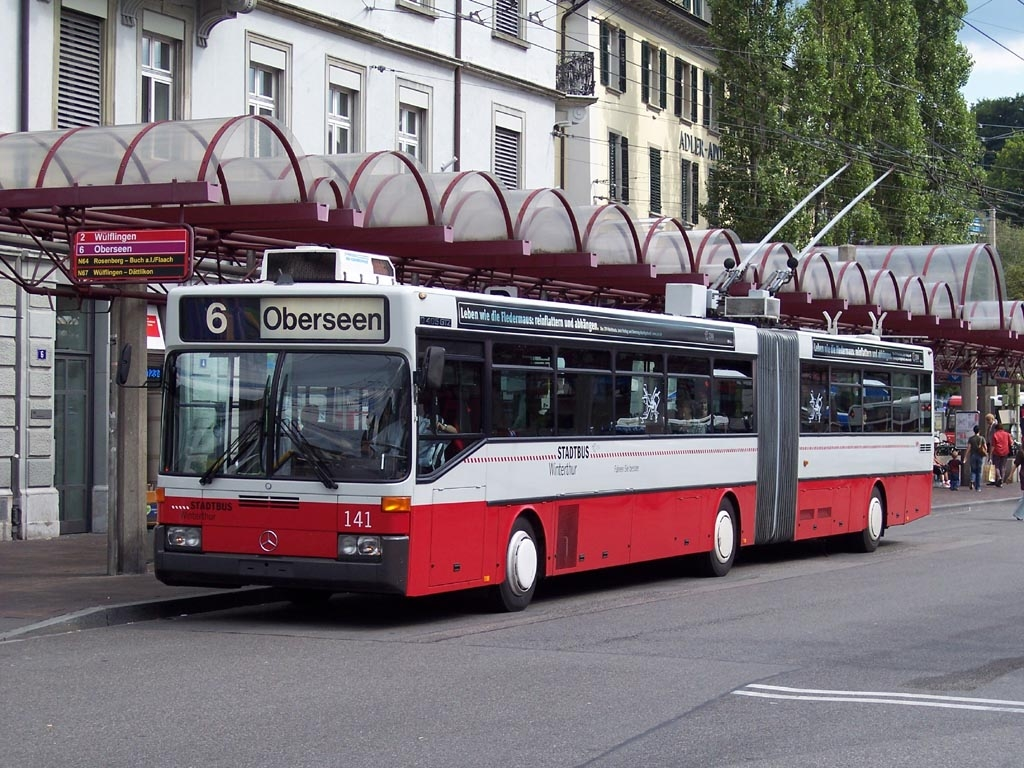
Троллейбус Mercedes-Benz O405GLZ
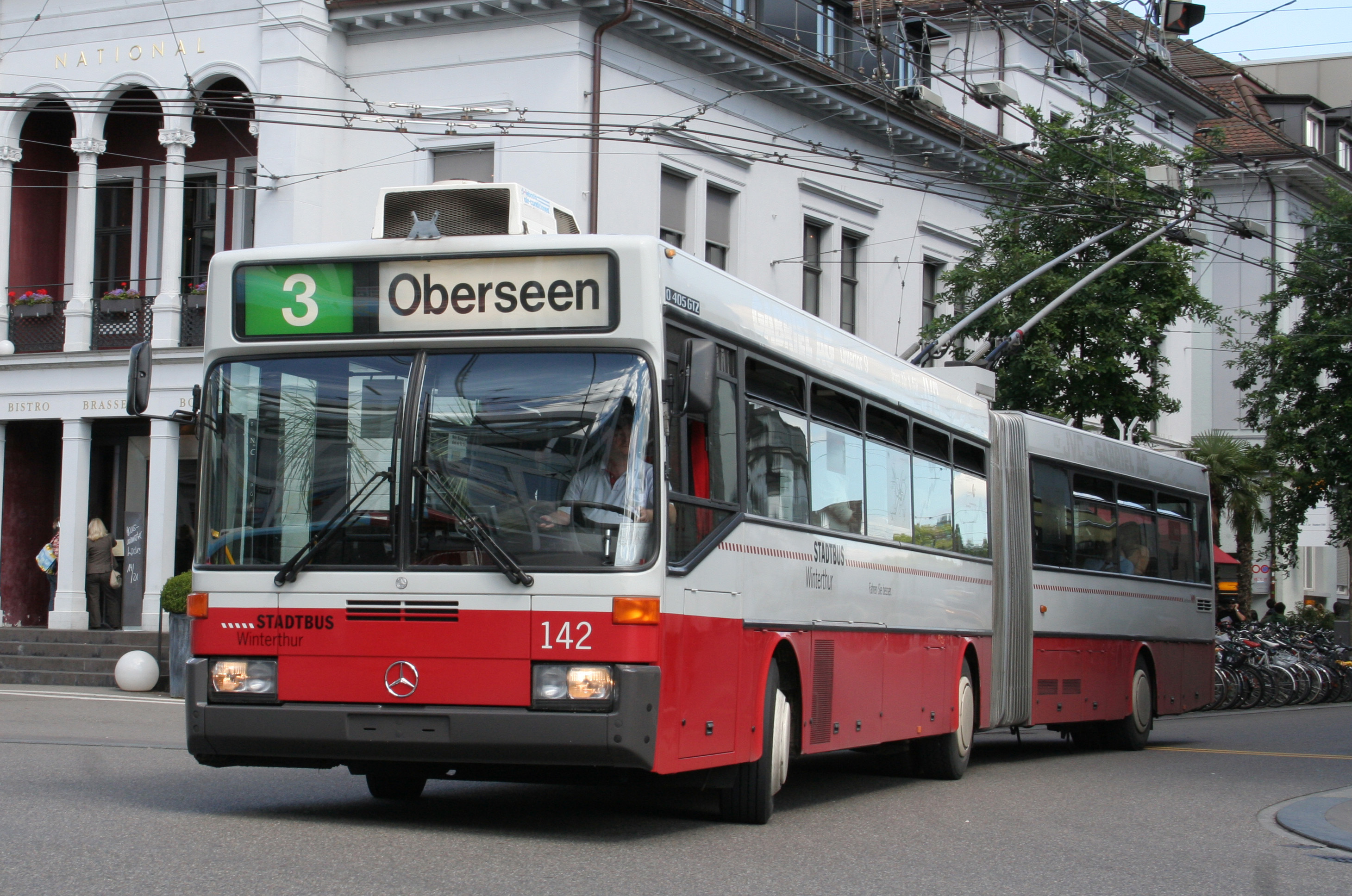
Троллейбус Mercedes-Benz O405GLZ